# Computers and Automation
A Computers and Automation, publicada e editada por Edmund Berkeley, foi a primeira publicação periódica sobre computação eletrônica em todo o mundo.

## História
Os três primeiros números (setembro de 1951, fevereiro de 1952 e julho de 1952) circularam sob o título Roster of Organizations in the Field of Automatic Computing. A quarta edição trazia o título The Computing Machinery Field, e, a partir da quinta edição passou a chamar-se Computers and Automation, denominação que manteria até 1974, quando adotou o título Computers and People.
O editor Edmund C. Berkeley, que escrevia artigos para a revista com seu próprio nome e sob o pseudônimo de Neil D. MacDonald, enfrentou dificuldades para abrir um mercado editorial inteiramente novo. Em janeiro de 1953, conforme recorda, a publicação possuía uma tiragem de apenas 600 exemplares. Um dos membros da equipe editorial de Berkeley foi Patrick McGovern, contratado quando ainda era um estudante do MIT. McGovern seria o fundador, anos mais tarde, do International Data Group (IDG).